# Samoanische Fußballnationalmannschaft (U-20-Männer)
Die samoanische U-20-Fußballnationalmannschaft ist eine Auswahlmannschaft samoaischer Fußballspieler, welche der Football Federation Samoa unterliegt.

## Geschichte
Die Mannschaft nahm erstmals an 1988 an der U20-Ozeanienmeisterschaft teil. Danach war die nächste Teilnahme bei der Ausgabe 1994 und nach einer weiteren Pause darauf, nahm die Mannschaft durchgehend von 1998 bis 2007 an jeder Ausgabe teil. Nein einer knapp zehnjährigen Pause nimmt die Auswahl nun seit dem Turnier im Jahr 2016 wieder durchgehend am Wettbewerb teil.
Für die U20-Weltmeisterschaft konnte sich die Mannschaft bislang noch nicht qualifizieren.

## Turnierbilanzen bei U-20-Ozeanienmeisterschaften
| U-20-Ozeanienmeisterschaft | U-20-Ozeanienmeisterschaft | U-20-Ozeanienmeisterschaft | U-20-Ozeanienmeisterschaft | U-20-Ozeanienmeisterschaft | U-20-Ozeanienmeisterschaft | U-20-Ozeanienmeisterschaft | U-20-Ozeanienmeisterschaft | U-20-Ozeanienmeisterschaft |
| Jahr                       | Teilnahme bis              | Gespielt                   | Gewonnen                   | Unentschieden              | Verloren                   | Tore                       | Gegentore                  | Tordifferenz               |
| -------------------------- | -------------------------- | -------------------------- | -------------------------- | -------------------------- | -------------------------- | -------------------------- | -------------------------- | -------------------------- |
| 1974 – 1986                | Keine Teilnahme            | Keine Teilnahme            | Keine Teilnahme            | Keine Teilnahme            | Keine Teilnahme            | Keine Teilnahme            | Keine Teilnahme            | Keine Teilnahme            |
| 1988                       | Gruppenphase               | 3                          | 0                          | 0                          | 3                          | 1                          | 31                         | −30                        |
| 1990 – 1992                | Keine Teilnahme            | Keine Teilnahme            | Keine Teilnahme            | Keine Teilnahme            | Keine Teilnahme            | Keine Teilnahme            | Keine Teilnahme            | Keine Teilnahme            |
| 1994                       | Gruppenphase               | 3                          | 1                          | 0                          | 2                          | 2                          | 6                          | −4                         |
| 1997                       | Keine Teilnahme            | Keine Teilnahme            | Keine Teilnahme            | Keine Teilnahme            | Keine Teilnahme            | Keine Teilnahme            | Keine Teilnahme            | Keine Teilnahme            |
| 1998                       | Gruppenphase               | 3                          | 1                          | 0                          | 2                          | 1                          | 12                         | −11                        |
| & 2001                     | Gruppenphase               | 5                          | 2                          | 0                          | 3                          | 6                          | 22                         | −16                        |
| & 2002                     | Gruppenphase               | 4                          | 1                          | 0                          | 3                          | 6                          | 12                         | −6                         |
| 2005                       | Gruppenphase               | 3                          | 0                          | 0                          | 3                          | 1                          | 22                         | −21                        |
| 2007                       | 7. Platz                   | 6                          | 0                          | 0                          | 6                          | 4                          | 33                         | −29                        |
| 2008 – 2014                | Keine Teilnahme            | Keine Teilnahme            | Keine Teilnahme            | Keine Teilnahme            | Keine Teilnahme            | Keine Teilnahme            | Keine Teilnahme            | Keine Teilnahme            |
| & 2016                     | Vorrunde                   | 3                          | 1                          | 1                          | 1                          | 8                          | 4                          | 4                          |
| & 2018                     | Vorrunde                   | 3                          | 2                          | 1                          | 0                          | 5                          | 1                          | 4                          |
| 2022                       | Viertelfinale              | 2                          | 0                          | 0                          | 2                          | 1                          | 8                          | −7                         |
| Total                      | 10                         | 35                         | 8                          | 2                          | 25                         | 35                         | 151                        | -116                       |